# المعهد الاتحادي للأدوية والأجهزة الطبية
المعهد الاتحادي للأدوية والأجهزة الطبية (بالألمانية: Bundesinstitut für Arzneimittel und Medizinprodukte) (مختصرة BfArM) هو هيئة تنظيمية طبية في ألمانيا.
تديره وزارة الصحة الاتحادية، ومقره في بون.

## معرض الصور

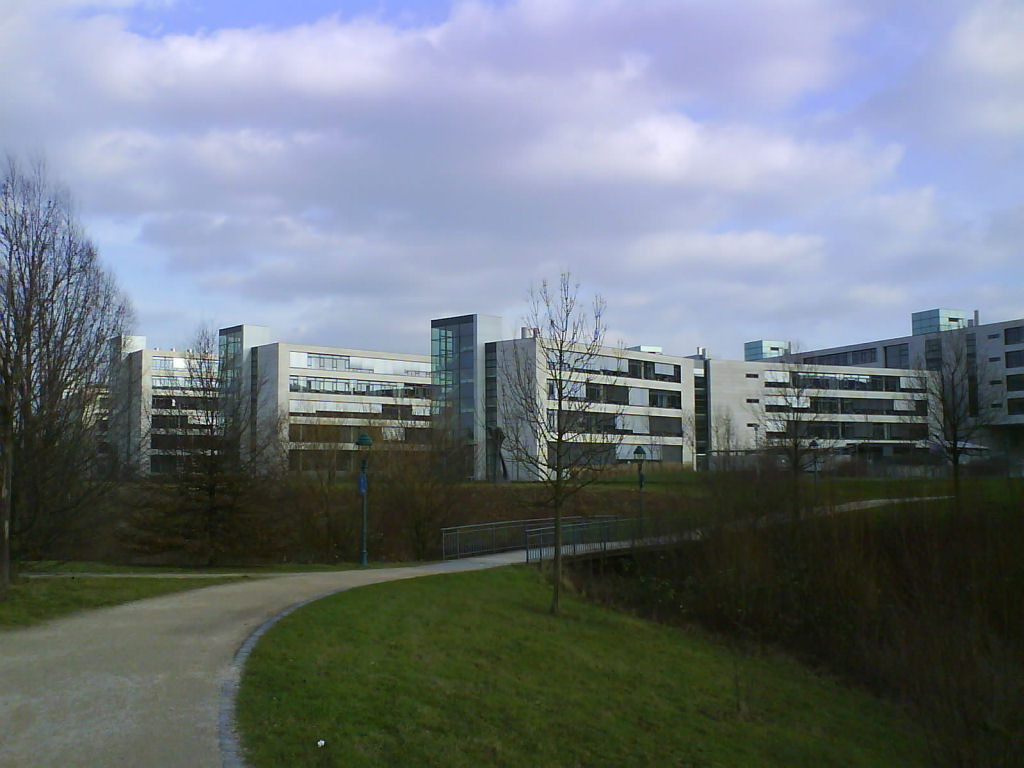
مقر المعهد الاتحادي للأدوية والأجهزة الطبية في بون
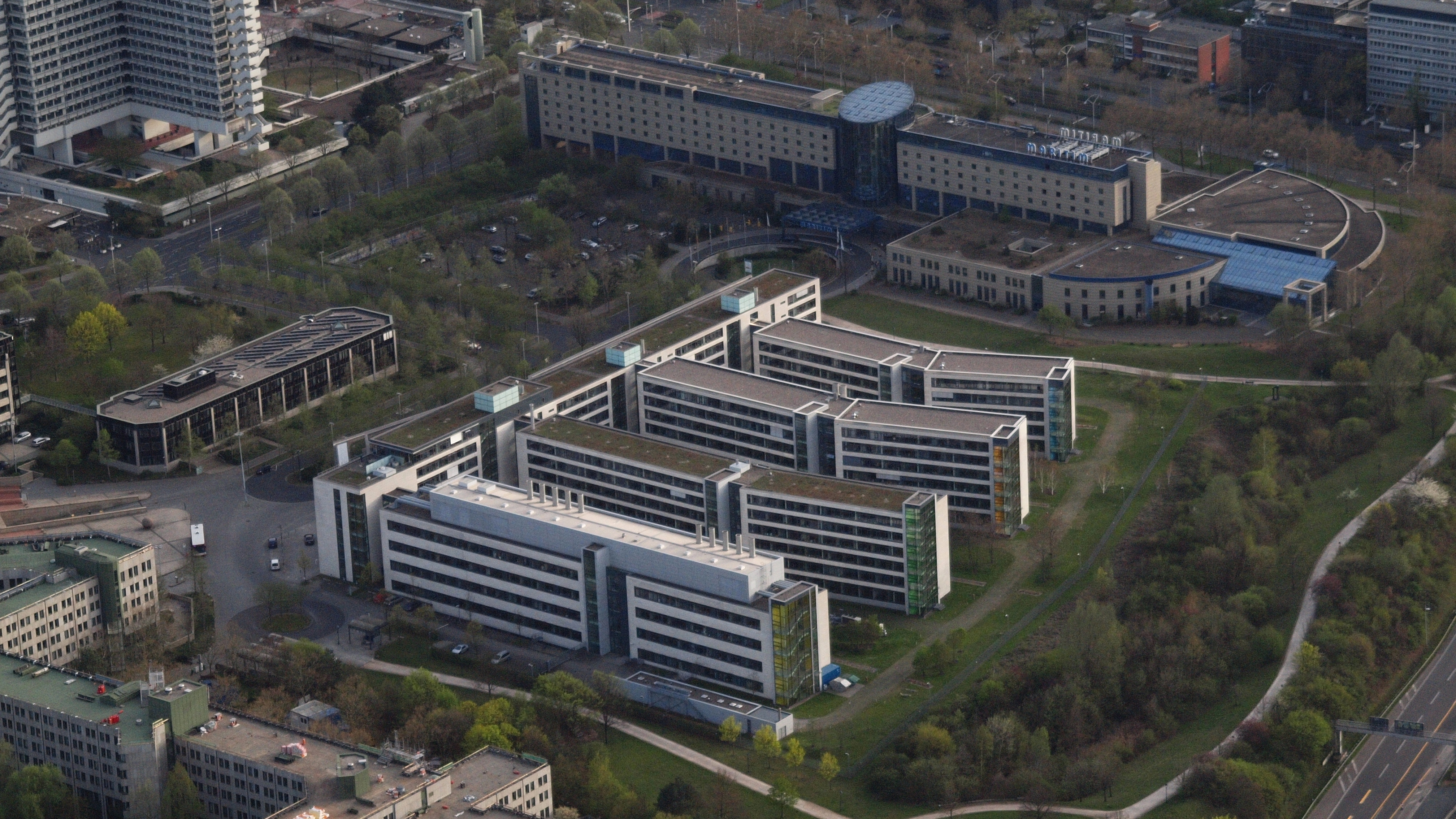
صورة عام 2014
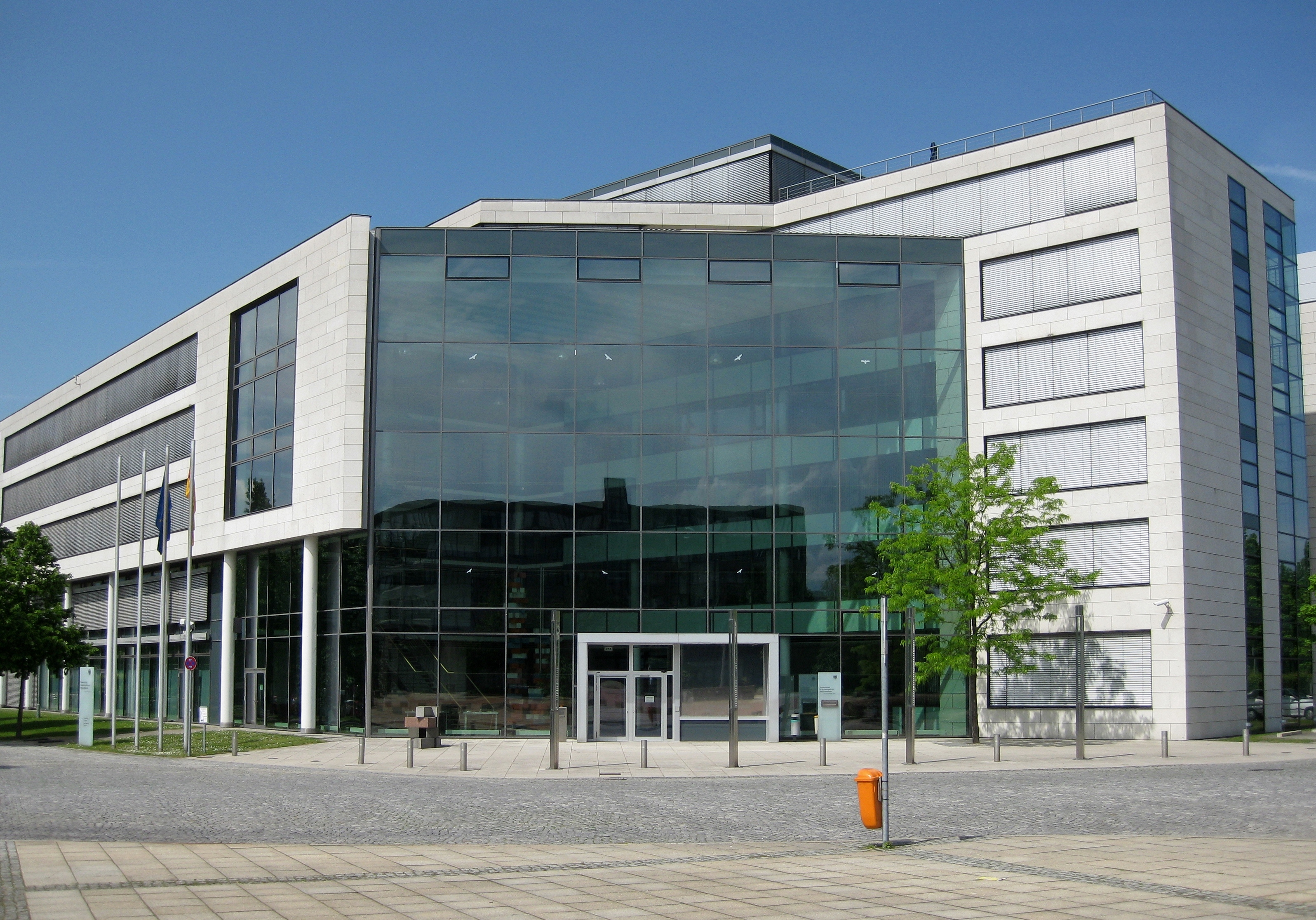
صورة عام 2012

## روابط خارجية
- الموقع الرسمي